# Grauwasseramsel
Die Grauwasseramsel (Cinclus mexicanus) ist der einzige in Nordamerika beheimatete Vertreter der Wasseramseln (Cinclidae). Der bis zu knapp 20 Zentimeter große, einheitlich dunkel schiefergrau gefärbte Vogel ist wie alle anderen Arten dieser Familie eng an das Leben entlang strömungs- und sauerstoffreicher kleinerer Fließgewässer gebunden. Zurzeit sind fünf Unterarten anerkannt.

## Aussehen
Die Grauwasseramsel ist ein einheitlich dunkelgrau gefärbter, rundlicher, großköpfiger und hochbeiniger Singvogel. Sie ist in ihrem Verbreitungsgebiet unverkennbar.
Das gesamte Gefieder wirkt dunkelgrau, zuweilen fast schwarz. Aus der Nähe sind die etwas helleren Stellen an Kehle und Brust sowie die noch dunkleren am Scheitel zu erkennen. Einige Individuen weisen leicht bräunliche Färbungsanteile an den Flügeln auf. Zuweilen ist auch das gesamte Kopf, Hals und Nackengefieder dunkelbraun. Einige Enden der Handschwingen sind hell gerandet, doch ist dieses Färbungsmerkmal nur aus unmittelbarer Nähe zu erkennen. Die Unterseite ist auf schiefergrauem Grund unterschiedlich deutlich hellgrau geflockt. Die Geschlechter sind wie bei allen Wasseramseln gleich gefärbt, die Weibchen sind jedoch geringfügig kleiner und im Jahresdurchschnitt auch leichter. Diese Unterschiede sind feldornithologisch jedoch nicht erkennbar. Die Iris ist dunkelbraun, der Schnabel graubraun; Beine und Zehen sind leicht rosa behaucht bis fleischfarben.
Die Jungvögel sind auf der Oberseite den Adulten sehr ähnlich; die Unterseite ist bei ihnen jedoch deutlich grauweißlich gefleckt; der Kehlbereich, bei einigen Individuen auch die Wangen, ist hell grauweiß.

### Stimme
Hauptruf ist ein sehr lautes, in ruhiger Umgebung bis zu 1,5 Kilometer Entfernung wahrnehmbares Dschit oder Dschik. Der Gesang, der von beiden Geschlechtern vorgetragen wird, ist ein Gemisch aus melodiösem Schwätzen, einzelnen Pfiffen und rauen, gepresste Tönen.

## Verbreitung und Lebensraum

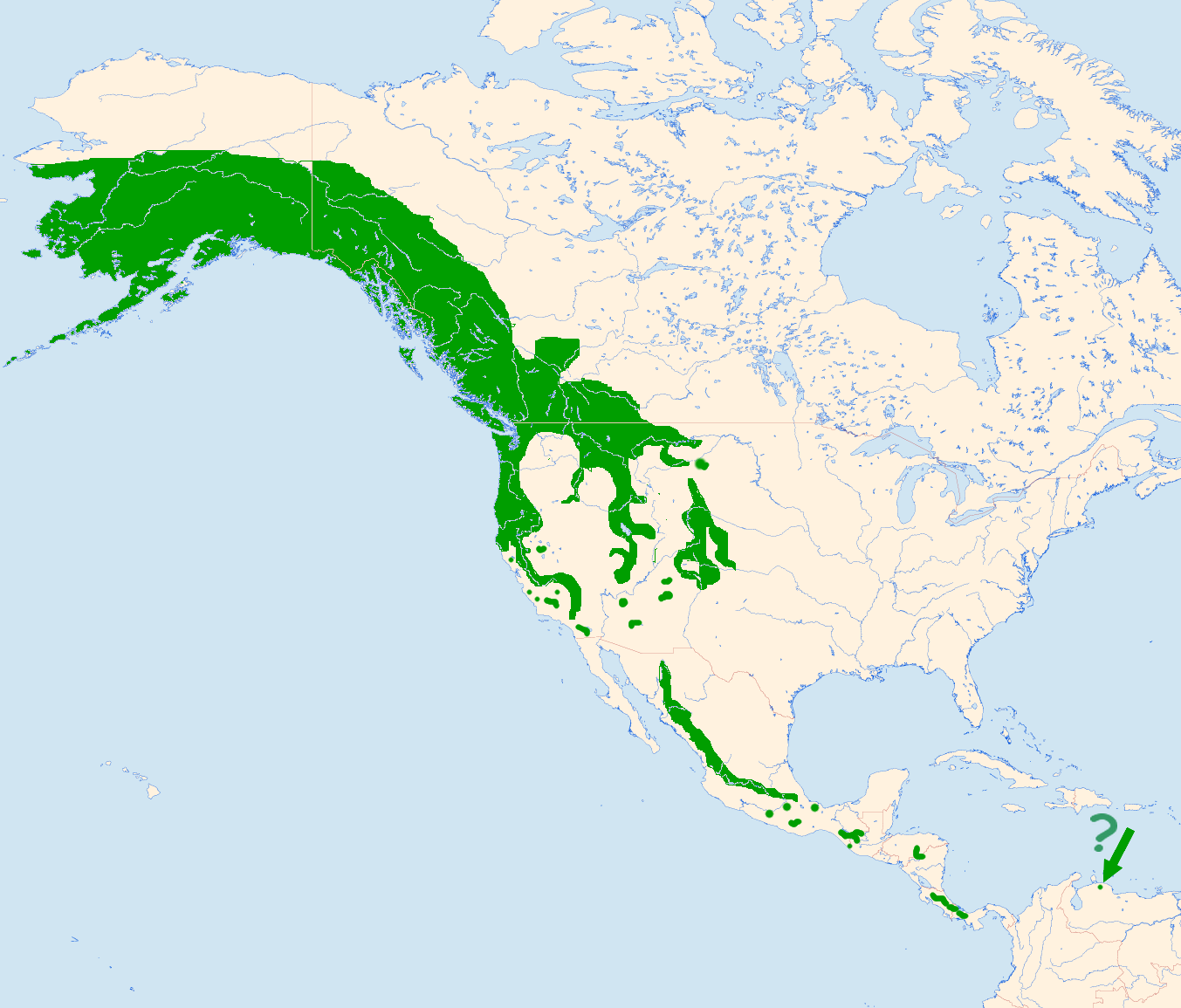
Verbreitung der Grauwasseramsel

Die Grauwasseramsel ist im westlichen Nord- und in Mittelamerika verbreitet. Östlich der Rocky Mountains kommt die Art nicht vor.
Die Grauwasseramsel besiedelt Nordamerika von den Aleuten südwärts über den südwestlichen Teil Alaskas, Westkanada, einschließlich der vorgelagerten Inseln und der nordwestlichen USA, wo das geschlossene Verbreitungsgebiet in viele voneinander teilweise isolierte Bereiche übergeht. Die östlichsten Vorkommen liegen in den östlichen Ausläufern der Rocky Mountains von Alberta bis New Mexico. Im Großen Becken und in den südwestlichen USA ist sie bis auf kleine isolierte Populationen nicht verbreitet. In Mexiko kommt sie in einem langgezogenen Gürtel von Chihuahua im Norden bis Puebla vor; in Mittelamerika ist sie in stark fragmentierten Vorkommen in den Mittelgebirgs- und Hochgebirgslagen bis Panama vertreten. Außerhalb der Brutzeit ist sie auch an größeren Strömen, an Seen und Biberteichen, gelegentlich auch an der Meeresküste zu finden.

Bereits 1965 wurden Wasseramseln aus dem venezolanischen Bundesstaat Carabobo gemeldet; 1995 sahen Ornithologen aus der Tschechischen Republik dort ebenfalls Wasseramseln, die der Grauwasseramsel im Aussehen und Verhalten glichen. Der Beobachtungsort ist etwa 1600 Kilometer vom nächsten bekannten Brutvorkommen in Panama entfernt. Ob es sich bei diesen Meldungen um eine Unterart der Grauwasseramsel, eine neue Art der Wasseramseln oder um eine Fehlbeobachtung handelt, ist bislang ungeklärt. Die IUCN verzeichnet Venezuela allerdings als Staat, in dem die Grauwasseramsel vorkommt. 

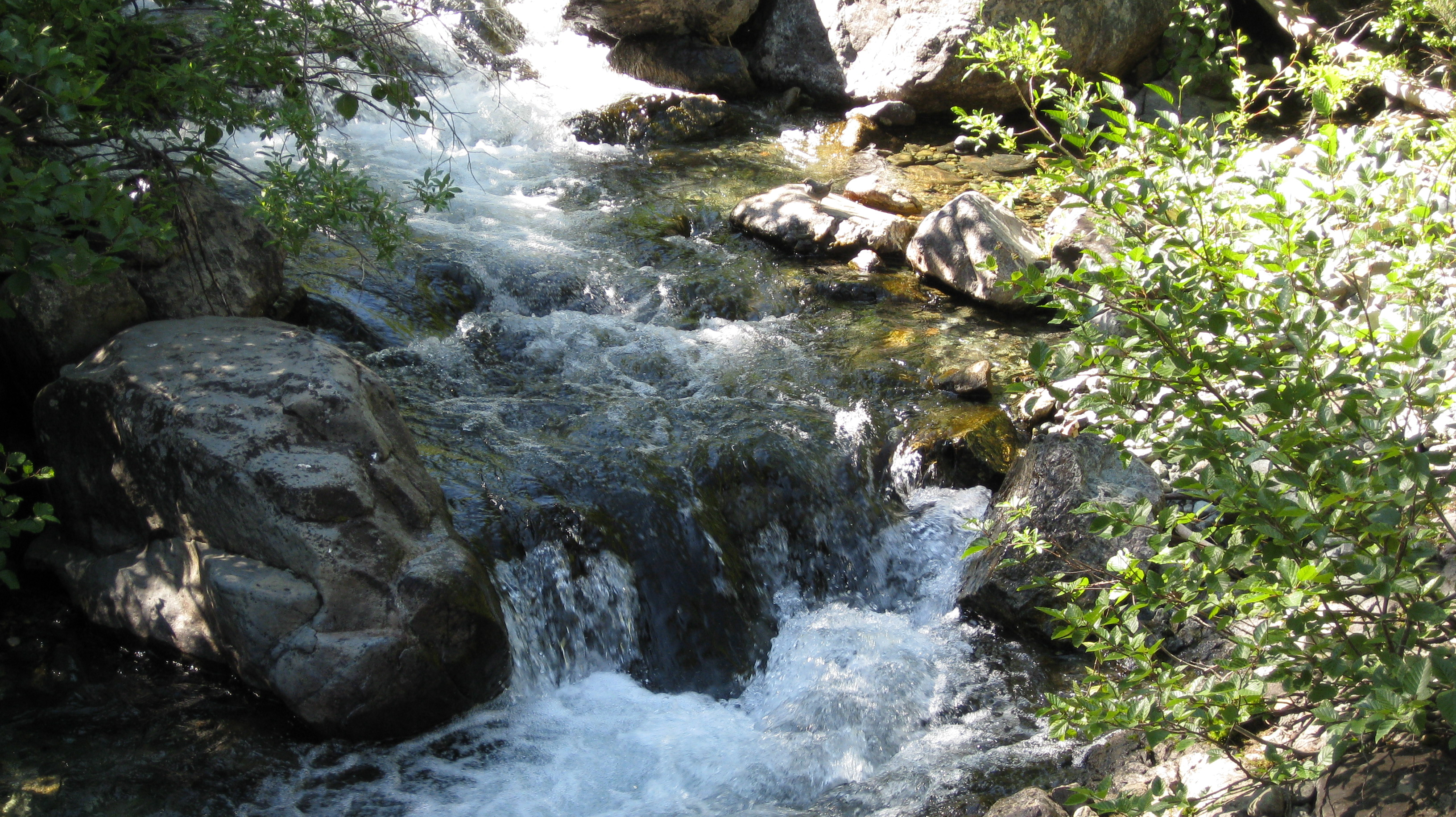
Typisches Habitat der Wasseramseln. Hier Grauwasseramsel (zentral-hinten) an einem kleinen Flusslauf in Washington

Die Lebensräume der Grauwasseramsel entsprechen denen der anderen Arten von Cinclus. Sie bevorzugt während der Brutzeit Habitate entlang schnellfließender größerer Bäche und kleinerer Flüsse. Wichtig sind unverbaute, bebuschte oder locker baumbestandene, felsblockgesäumte Uferabschnitte, in deren Nischen und Simsen sich Nistmöglichkeiten bieten. Flussläufe in dichten Waldabschnitten sind weniger günstig, werden jedoch fallweise genutzt.
Solange die Gewässer nicht zufrieren, verbleiben die meisten Grauwasseramseln im Brutrevier und ertragen dort auch extrem tiefe Temperaturen. So wurde eine Grauwasseramsel nördlich des Polarkreises futtersuchend bei Minus 57 Grad beobachtet. Frieren die Gewässer zu, wandern Grauwasseramseln flussabwärts und an die Pazifikküste. Das Flusssystem wird meist nicht verlassen. Die Wanderbewegungen sind im Allgemeinen kleinräumig, können aber, vor allem in den nördlicheren Brutgebieten doch mehrere hundert Kilometer betragen.
Die Grauwasseramsel ist sowohl während der Brutzeit als auch im Winter territorial. Häufig sind die Brut- und Winterterritorien ident. Die Größe der Brutterritorien schwankt von etwa 400 Metern bis zu mehreren Kilometern. Das Territorium umfasst im Allgemeinen beide Uferstreifen und schließt auch einmündete Bäche sowie Biberteiche mit ein. Im Winter ist die Vorkommensdichte der Grauwasseramsel entlang der verbliebenen eisfreien Gewässer größer, die beanspruchten und verteidigten Territorien entsprechend kleiner. So können sehr hohe Verbreitungsdichten beobachtet werden, wie zum Beispiel 35 Grauwasseramseln am Okanagan River auf nur einem Flusskilometer.
Ungeklärt ist das Fehlen der Grauwasseramsel in der gesamten Osthälfte Nordamerikas, obwohl zum Beispiel in den atlantischen Provinzen Kanadas, in Neuengland sowie in den Appalachen eine Unzahl geeigneter Lebensräume zur Verfügung stünden. Wahrscheinlich überlebte die Art während der letzten Eiszeit nur in begünstigten Gebieten des westlichen Nordamerikas und konnte danach die für sie unwirtlichen Regionen der Prärieprovinzen und der Great Plains nicht überwinden.

## Nahrung und Nahrungserwerb
Die Nahrung der Grauwasseramsel unterscheidet sich in ihrer Zusammensetzung kaum von der anderer tauchender Wasseramseln. Sie besteht zum Großteil aus den Larven von Köcherfliegen, Steinfliegen und Eintagsfliegen. Daneben werden auch die Geschlechtstiere dieser Arten gefressen sowie eine Reihe anderer am Wasser lebender Insekten, wie zum Beispiel Gnitzen und andere Zweiflügler. Weitere Wirbellose wie Spinnen, Krebse oder Würmer spielen nur eine untergeordnete Rolle. Ebenso quantitativ eher unbedeutend sind kleine Fischchen, vor allem Groppen sowie Forellen- und Äschenbrut und Fischlaich. Bei Massenwanderungen von Lachsen kann deren Laich jedoch temporär zu einer wichtigen Nahrungsquelle werden.
Der Großteil der Nahrungstiere wird schwimmend und tauchend erbeutet. Häufig sucht sie auch die Uferränder nach Beutetieren ab oder pickt Insekten von den Steinen in ihren Brutgewässern auf. Seltener werden Jagden nach Fluginsekten und Ansitzjagden mit kurzen Ausfallflügen beobachtet. Kleinere Beutetiere werden sofort verschluckt, größere an Land oder auf das Eis gebracht und dort für den Verzehr vorbereitet; gelegentlich legen Grauwasseramseln auch mehrere Beutetiere für eine spätere Konsumtion auf dem Eis ab.

## Brutbiologie

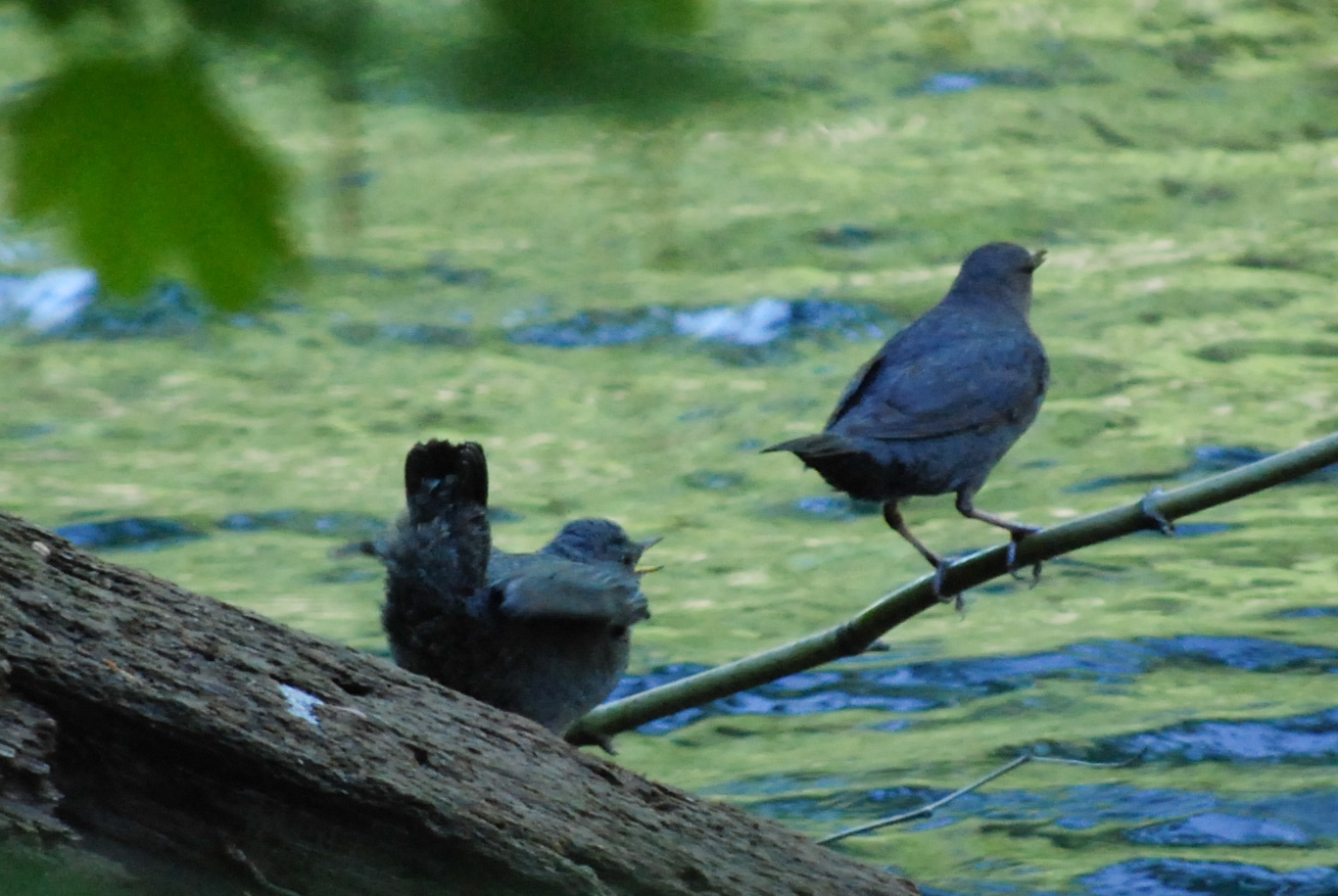
Bettelnder Jungvogel (links) und ein Altvogel am Ohanapecosh River in Washington

Wie alle Wasseramseln wird auch die Grauwasseramsel am Ende ihres ersten Lebensjahres geschlechtsreif. Die Paarbildung beginnt bereits im Spätwinter; die wesentlichsten Balzelemente sind gemeinsames Singen an besonders attraktiven Stellen im Territorium, Füttern des Weibchens und Verfolgungsflüge entlang des Brutgewässers. Die meisten Grauwasseramseln führen eine monogame Saisonehe, bei der Wiederverpaarungen letztjähriger Partner nicht selten vorkommen. Polygynie wurde regelmäßig in unterschiedlicher Häufigkeit nachgewiesen; ihr Auftreten scheint stark von der Verfügbarkeit von Niststellen abzuhängen. Das Nest wird ab Ende Februar von den mittelamerikanischen Populationen, ab März von den in Nordamerika brütenden Wasseramseln hauptsächlich vom Weibchen errichtet. Es ist eine typische rundliche Wasseramselkonstruktion mit seitlichem Eingang. Die äußere Hülle besteht aus Moos, das mit Gräsern fest verwoben wird, der innere Napf ist aus Gräsern und Blättern aufgebaut und mit weichen Materialien ausgelegt. Die Niststellen liegen immer in unmittelbarer Wassernähe, bevorzugt in Nischen und Höhlungen von Felsen entlang der Ufer, gelegentlich auch auf Blöcken inmitten des Wasserlaufs; häufig werden Plätze unter freigespülten Wurzeln, Simse hinter Wasserfällen, aber auch Nistgelegenheit an menschlichen Bauten wie Brücken oder Schleusen gewählt. Nester, die in Nischen oder auf gedeckten Simsen errichtet werden, sind gelegentlich oben nicht geschlossen.
Die ersten Gelege werden im März in den tieferen Lagen Nordamerikas, bereits Ende Februar in Mittelamerika gefunden. Ein Vollgelege besteht in Nordamerika aus 3–6, in der Regel 4–5, reinweißen, längselliptischen Eiern mit einer Größe von durchschnittlich 25 × 18 Millimetern. Die Gelege der mittelamerikanischen Populationen scheinen etwas kleiner zu sein. Nachgelege bei frühem Gelegeverlust sind die Regel, Zweitgelege in den gemäßigteren Brutgebieten sehr häufig. Die Eier werden ausschließlich vom Weibchen etwa 14–17 Tage bebrütet. Während der 24–26 Tage dauernden Nestlingszeit versorgen beide Partner die Jungen. Nach dem Ausfliegen werden die Jungvögel noch bis zu drei Wochen von den Eltern betreut; danach verlassen sie das Gebiet. In ihren Zerstreuungswanderungen entfernen sie sich selten mehr als 50 Kilometer vom Aufwuchsgewässer, wechseln aber sehr oft das Flusssystem.

## Systematik
Die Grauwasseramsel ist die einzige in Nord- und Mittelamerika vorkommende Art der Wasseramseln. Es werden fünf, zum Teil sehr schwach differenzierte Unterarten beschrieben:
- Cinclus mexicanus unicolor Bonaparte, 1827: Die oben beschriebene Unterart kommt in den Verbreitungsgebieten der USA und Kanadas vor.
- C. m. mexicanus Swainson, 1827: Die Nominatform ist im Bergland Mexicos südwärts bis Puebla vertreten. Eine Meldung betrifft auch das südliche Arizona. Bei ihr sind Kopf und der Nacken dunkel braunschwarz; die Jungvögel sind auf der Unterseite auf schwarzbraunem Grund deutlich rostrot gesprenkelt.
- C. m. dickermanni A. R. Phillips, 1966: Diese Unterart brütet in einigen isolierten Verbreitungsinseln im südlichen Mexico, vor allem in den Bundesstaaten Guerrero, Veracruz und im südlichen Oaxaca. Sie ist der Nominatform sehr ähnlich, zeigt jedoch an den Wangen eine schiefergraue Färbung.
- C. m. anthonyi Griscom, 1837: Die nordmittelamerikanische Rasse kommt in isolierten Regionen in Guatemala, Honduras und Nicaragua vor. Das Rückengefieder ist heller und blasser gefärbt als bei den zuvor genannten Unterarten.
- C. m. ardesiacus Salvin, 1827: Die Unterart mit der südlichsten Verbreitung brütet in Costa Rica und dem Nordwestteil Panamas. Sie unterscheidet sich von den anderen Unterarten stark: Insgesamt ist sie bedeutend blasser und heller gefärbt als die genannten, die Bauchseite ist relativ hell aschgrau. Bei Juvenilen sind die Kehle und ein Großteil des Bauches weiß.

## Bestand und Gefährdung
Laut IUCN ist der Bestand der Grauwasseramsel nicht gefährdet. Die Bestandsschätzungen belaufen sich auf mehr als 600.000 Individuen. Bestandsregulierend wirken sich neben den natürlichen Feinden, zu denen vor allem verschiedene Greifvögel, Marder und gelegentlich auch Fische zählen, Umweltereignisse wie Hochwässer während der Brutzeit und weitflächiges, schnelles Zufrieren der Nahrungsgewässer aus. Regional können Bestände durch Hochwasserverbauungen, Dammbauten, Flussbegradigungen und ähnliche Eingriffe in den Lebensraum der Art gefährdet und zum Verschwinden gebracht werden; sehr empfindlich reagiert die Grauwasseramsel auch auf Einleitung von Schadstoffen in ihre Brutgewässer.